# Ron Springett
Ronald „Ron“ Deryk George Springett (* 22. Juli 1935 in Fulham, London; † 12. September 2015) war ein englischer Fußballtorwart. Er absolvierte insgesamt 33 Länderspiele für die englische Nationalmannschaft und stand in allen Begegnungen der WM 1962 in Chile im Tor.

## Karriere
Nachdem Springett zuvor bei den Queens Park Rangers in der dritten Liga gespielt hatte, wechselte er im März 1958 zu Sheffield Wednesday. Dort spielte er die verbleibenden Saisonbegegnungen in der First Division, konnte jedoch den Abstieg als Tabellenletzter nicht verhindern.
Mit Springett im Tor gelang Sheffield als Meister der Second Division der direkte Wiederaufstieg in die englische Eliteliga, wobei er in 13 von 32 Spielen ohne Gegentor blieb. In der Folgezeit war er Teil der Mannschaft, die sich stetig in der oberen Tabellenhälfte platzieren konnte und dabei 1961 sogar die Vizemeisterschaft gewann. Darüber hinaus debütierte er für die englische Nationalmannschaft am 18. November 1959 im Wembley-Stadion gegen Nordirland, hielt dabei einen Elfmeter und war fortan Stammtorhüter. Dies setzte sich auch bei der Weltmeisterschaft 1962 in Chile fort, bei der England im Viertelfinale gegen Brasilien mit 1:3 ausschied.
Nach der Weltmeisterschaft wurde Alf Ramsey neuer Nationaltrainer Englands. Ramsey setzte am 6. April 1963 gegen Schottland erstmals Gordon Banks als Torhüter ein, der danach aufgrund seiner guten Leistungen auch 13 der anschließenden 15 Länderspiele absolvierte und damit Springett verdrängte. Kurz nachdem er 1966 im Finale des FA Cups gestanden hatte, das Sheffield mit 2:3 gegen den FC Everton verlor, wurde er auch in den Kader zur WM 1966 im eigenen Land berufen. Dort kam er in einer Mannschaft, die Weltmeister wurde, jedoch nicht zum Einsatz.
Ein Jahr später kehrte Springett zu seinem früheren Verein Queens Park Rangers zurück und wurde dabei mit seinem jüngeren Bruder Peter Springett, der nach Sheffield wechselte, getauscht. Die Queens Park Rangers waren soeben in die zweite Liga aufgestiegen und in der Saison 1967/68 gelang ihnen der direkte Durchmarsch in die erste Spielklasse. Nach diesem Erfolg kam jedoch der sich unmittelbar anschließende Abstieg in die zweite Liga als Tabellenletzter.
Nach seiner Fußballerlaufbahn war Springett in der Gartenarbeit aktiv und war bis zu seinem Tod Pensionär.

## Sonstiges
- Während seiner gesamten Zeit in Sheffield lebte Springett weiter in London.
- Springett ist mit insgesamt 33 Länderspielen der aktuelle Rekordhalter des Vereins Sheffield Wednesday.